# 條斑副緋鯉
條斑副緋鯉（學名：Parupeneus barberinus），又稱單帶海緋鯉，俗名秋姑、鬚哥，為輻鰭魚綱鱸形目鬚鯛科的其中一個種。

## 分布
本魚分布於印度太平洋區，包括東非、亞丁灣、馬爾地夫、葛摩、模里西斯、塞席爾群島、印度、斯里蘭卡、馬來西亞、安達曼海、泰國、菲律賓、印尼、中國南海、東海、日本、台灣、越南、新幾內亞、所羅門群島、澳洲、馬里亞納群島、馬紹爾群島、密克羅尼西亞、帛琉、諾魯、斐濟群島、東加、吉里巴斯、吐瓦魯、萬納杜、法屬波里尼西亞、墨西哥、加拉巴哥群島、厄瓜多等海域。
該物種的模式產地在摩鹿加群島附近。

## 深度
水深5至100公尺。

## 特徵
本魚體為淡黃褐色，背部顏色較暗。體側有一條起自吻端經眼部而達第二背鰭中央下方的黑色縱帶及尾柄盡末端處有一相當於眼徑的黑斑。第二背鰭及臀鰭上有一些細黃紋，臉頰有若干黃色、藍色斑紋。尾鰭分叉，下葉略長於上葉，背鰭兩個。背鰭硬棘共8枚、軟條共9枚；臀鰭硬棘1枚、軟條7枚。側線鱗片數有28至29枚。上下頜齒只有一列，牙齒成細小的圓錐狀。體長可達60公分。

## 生態
本魚棲息在沙泥底上散佈一些礁石的區域或向海礁坡，白天常單獨或成一小群四處活動覓食，以躲藏在沙中的多毛類、甲殼類等無脊椎動物為食。夜間則多單獨在沙上休息。大個體身上的黑縱帶及黑斑可能會變成紅色。

## 参考文献

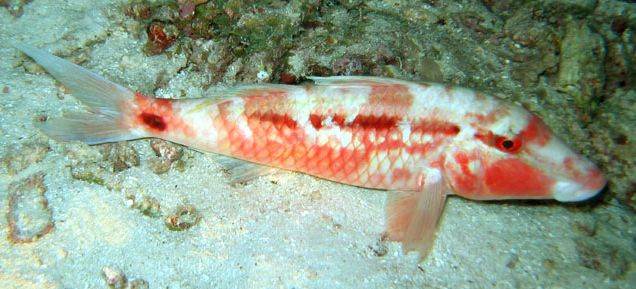
紅色變體的條斑副緋鯉

## 經濟利用
食用魚，適合煎食或紅燒，小個體可做為觀賞魚。